# Cangwu (cratera)
Cangwu é uma cratera marciana. Tem como característica 14 quilômetros de diâmetro. Deve o seu nome a Cangwu, uma localidade na província de Guangxi, na China.